# Vadas Andor
Vadas Andor (Kolozsvár, 1901. december 26. – Budapest, 1920. február 20.) pártmunkás.

## Élete
Négyen voltak testvérek; Márton, Sára, Helén és Andor. Kereskedelmi iskolába járt, s jelen volt a KIMSZ megalakulását kimondó konferencián, a Magyarországi Tanácsköztársaság idején az ifjúsági szervezet agitátoraként tevékenykedett. A kommün bukását követően egyik testvérével, Vadas Mártonnal az osztrák fővárosba emigrált. Fivére bevonta a pártmunkába, és visszatértek Magyarországra, ám 1920 elején elfogták őket, majd egy kelenföldi laktanyában végeztek velük, holttestüket  Mészáros Gáboréval a Dunába dobták.

## Emlékezete
Budapesten, a XIV. kerületben tér viselte nevét.